# Laura Rodig
Laura Rodig Pizarro (* 7. Juni 1901 in Los Andes; † 29. Oktober 1972 in Santiago de Chile) war eine chilenische Bildhauerin und Malerin.
Rodig studierte an der Escuela de Bellas Artes bei Pedro Felipe Iñíguez, dem Mann der Bildhauerin Rebeca Matte. 1917 wurde sie Professorin für Zeichnen am  Liceo de Punta Arenas, das von der Schriftstellerin Gabriela Mistral geleitet wurde. Mit dieser verband sie eine lebenslange Freundschaft. Mit ihr bereiste sie 1922–24 Mexiko und lernte dort Diego Rivera, José Clemente Orozco und David Alfaro Siqueiros kennen.
Später schloss sie sich einer Gruppe von Kunststudenten und -lehrern an, die als Stipendiaten der chilenischen Regierung nach Europa reisten und als Generación del Veintiocho bekannt wurden. An der Académie André Lothe in París studierte sie Angewandte Kunst, Dekorationsmalerei und Grafik.
1927 wurde sie Beauftragte des Salón Oficial de Santiago und begann an der Escuela Normal zu unterrichten. 1930 gehörte sie zu den Gründern der Asociación Chilena de Pintores y Escultores. Ihr besonderes Interesse galt den indigenen Wurzeln der chilenischen Kunst und Geschichte. Von 1941 bis 1942 zeichnete sie Karten zur geographischen Ökonomie für die Zeitschrift El Cabrito. In ihren letzten Jahren war sie Professorin für Bildhauerei und Kunsterzieherin beim Museo Nacional de Bellas Artes, wo sie die erste Ausstellung für Kunst von Kindern organisierte.
Werke Rodigs befinden sich u. a. im Besitz des Museo Nacional de Bellas Artes, des Museo de Arte Contempráneo, der Universidad de Chile und des Museo de Arte y Artesanía in Linares. Ihre Plastiken finden sich u. a. auf Friedhöfen und öffentlichen Plätzen in Chile, Mexiko und Israel.
Rodig war Mitglied der Kommunistischen Partei Chiles.